# Liste von Orgeln in der Slowakei
Diese Liste enthält bedeutende größere und historische Orgeln in der Slowakei.

## Orgeln (Auswahl)
Die größten Orgeln, sortiert nach der Anzahl der Register.
| Ort                      | Gebäude                                   | Bild | Erbauer          | Jahr | Manuale | Register | Bemerkungen                                                                         |
| ------------------------ | ----------------------------------------- | ---- | ---------------- | ---- | ------- | -------- | ----------------------------------------------------------------------------------- |
| Šaštínske Stráže         | Basilika von den Sieben Schmerzen Mariens |      | Rieger-Kloss     | 1950 | V/P     | 86       | etwa 5500 Pfeifen, Prospekt von 1771                                                |
| Bratislava               | Rundfunk, Konzertsaal                     |      | Rieger-Kloss     | 1979 | IV/P    | 81       |                                                                                     |
| Bratislava               | Philharmonie, Konzertsaal                 |      | Rieger           | 2012 | III/P   | 64       | 4725 Pfeifen                                                                        |
| Bratislava               | Große Evangelische Kirche                 |      | Rieger           | 1923 | IV/P    | 62       | 1993 Restaurierung                                                                  |
| Bratislava               | Dom St. Martin                            |      | Gerald Woehl     | 2010 | IV/P    | 59       | 4316 Pfeifen, Fernwerk geplant                                                      |
| Banská Bystrica          | Kirche Mariä Himmelfahrt                  |      | Rieger           | 1941 | IV/P    | 54       | Gehäuse von 1779, evtl. Teile der Angster-Orgel, 1991 Restaurierung                 |
| Košice                   | Philharmonie                              |      | Rieger-Kloss     | 1976 | III/P   | 49       |                                                                                     |
| Bratislava-Blumentál     | Kirche Mariä Himmelfahrt                  |      | Rieger           | 1941 | IV/P    | 48       | 1988 Restaurierung, Erweiterung um 25 Register vorbereitet                          |
| Bratislava               | Jesuitenkirche                            |      | Rieger           | 1927 | III/P   | 47       | Prospekt aus dem 18. Jahrhundert, 2009 Restaurierung                                |
| Bratislava Kalvarienberg | Kirche Maria Schnee                       |      | Kemper           | 1963 | III/P   | 39       | ursprünglich in Friedenskirche Mannheim, 1995 nach Bratislava                       |
| Bratislava               | Konservatorium, Konzertsaal               |      | Rieger-Kloss     | 1973 | III/P   | 37       |                                                                                     |
| Bratislava-Petržalka     | Evangelische Dreifaltigkeitskirche        |      | G. F. Steinmeyer | 1953 | III/P   | 35       | ursprünglich in Fachakademie für Evangelische Kirchenmusik Bayreuth, 1994 umgesetzt |
| Banská Bystrica          | Kathedrale                                |      | Brachtl-Kánský   | 2003 | III/P   | 33       |                                                                                     |
| Bratislava               | Kathedrale St. Sebastian                  |      | Rieger           | 2017 | II/P    | 26       | [ 3 ]                                                                               |
| Ružomberok               | Kirche Heilig Kreuz                       |      | Rieger           | 2011 | II/P    | 25       |                                                                                     |
| Bratislava               | Kirche der barmherzigen Brüder            |      | Rieger           | 1933 | II/P    | 22       | Barockprospekt aus dem 18. Jahrhundert                                              |
| Bratislava               | Dreifaltigkeitskirche                     |      | Hencke           | 1751 | II/P    | 19       | 1903 Umbau durch Mozsny                                                             |
| Skalica                  | St. Michael                               |      | Walcker-Mayer    | 2007 | II/P    | 19       | Prospekt von 1649 (von Johann Wöckherl?)                                            |